# Eupodotis
Eupodotis – rodzaj ptaków z rodziny dropi (Otididae).

## Zasięg występowania
Rodzaj obejmuje gatunki występujące w Afryce Subsaharyjskiej.

## Morfologia
Długość ciała 50–60 cm; masa ciała 1120–1612 g.

## Systematyka

### Etymologia
Eupodotis: gr. ευπους eupous, ευποδος eupodos „chyży, rączy”, od ευ eu „doskonałość”; πους pous, ποδος podos „stopa”; ωτις ōtis, ωτιδος ōtidos „drop”.

### Podział systematyczny
Do rodzaju należą następujące gatunki:
- Eupodotis senegalensis (Vieillot, 1820) – dropik senegalski
- Eupodotis caerulescens (Vieillot, 1820) – dropik modry